# Anders Victor Lundahl
Anders Victor Lundahl, född 22 oktober 1846 i Brågarps socken, Malmöhus län, död 21 mars 1903 i Maria Magdalena församling, Stockholm, var en svensk orgelbyggare.
Lundahl byggde cirka 84 orgelverk i hela Sverige. Han arbetade med nya orgeltekniska uppfinningar, till exempel den pneumatiska maskinen. Han var den första svenska orgelbyggaren att praktisera det rörpneumatiska systemet 1891 (orgeln i Skanörs kyrka). Han uppfann även en egen variant av den pneumatiska membranlådan (victorialådan), som han även hade patent på.

## Biografi
Anders Victor Lundahls far var orgelbyggaren Jöns Olsson Lundahl och modern hette Hanna Lundahl. I Bara socken, dit familjen flyttade på 1850-talet, började Anders delta i sin fars orgelbyggeriverksamhet. Våren 1857 flyttade familjen till Malmö för upprättande av faderns firma på Rundelsgatan 92 (nytt nummer från 1862, nummer 5 (V). I Malmö gick A. V. Lundahl bland annat en söndags- och Aftonskola som lärde ut ämnen som kunde vara behövliga för fortsatta studier. 1865–1867 gjorde Anders Lundahl en utlandsresa till Tyskland, England och Frankrike för att studera orgelbyggeri. 28 december 1869 tog han examen i orgelbyggeri inför Musikaliska Akademien i Stockholm. Han var nu privilegierad orgelbyggare. Januari 1870 ingick han kompanjonskap med fadern under namnet "Lundahl & Son". Augusti 1871 överlät fadern sin firma till sonen som gick igång strax och lovade 6 års garanti på sina orgelverk. I början tog han sig an konstruktion av mindre orglar och s.k. kammarorglar samt utförde reparationer. Anders fick snabbt ett gott renommé i landet och firman växte där fem dugliga snickargesäller kunde få omedelbar plats. 30 maj 1873 gifte han sig med Zelma Hermina Forsberg och juni 1874 fick de en dotter.
År 1876 gjorde Lundahl en utlandsresa för studier och tog läroanställning hos bland annat orgelföretagen Friedrich Albert Mehmel i Stralsund, Gebrüder Dinse (tidigare Lang & Dinse) i Berlin och John Albert Abbey i Versailles. Med de erfarenheter Lundahl gjorde där, så kände sig A. V. Lundahl mogen för att ta sig an alla slags orgelarbeten. Den 31 januari 1876 fick även paret Lundahl en dotter. I juni 1880 köpte han en tomt vid Lilla Nygatan i Malmö för att där anlägga en orgelfabrik. 1881 tillverkade Lundahl en 23-stämmig orgel som användes på Malmö Industri- och Slöjdutställning i juli 1881. Efter Lundahls installation av orgeln i nybyggda Carolikyrkan 1881, där den inte blev godkänd, började en mödosam process. Tidigare på året har Lundahl dessutom dragit kyrkorådet inför rätta för att få ut sin resterande betalning för orgeln. Denna process fortgick in i 1882 och såg sitt slut med förlikning i maj 1886. I januari 1882 köpte Lundahl ut sterbhusdelägarna till faderns gård 6 & 8 vid Kalendegatan. 1883 fick paret Lundahl en son.  27 september 1886 sattes A. V. Lundahl i konkurs men lyckades vända på det hela. Han började sälja orglar till mycket lägre pris tills han åter började få in en hel del beställningar. Nyare mekaniska lösningar för orgeln gjordes också som en speciell väderlåda som eliminerade luftutsläpp vid sidan om.
Åren 1885–1890 arbetade han under vissa perioder i Stuttgart hos Friedrich Weigle. I maj 1889 meddelades också att Lundahl nu var delägare i orgelbyggarfirman F. A. Mehmel Sohn i Stralsund und Wismar och ledde en del betydande arbeten i Wismar. Bland annat omfattande reparation och ombyggnad av orgeln i S:t Mariakyrkan i Wismar, även skulle Lundahl leda arbetet vid bygget av en orgel på 45 stämmor i St. Georgekyrkan i samma stad. Det var här som Lundahl lärde sig det rörpneumatiska systemet som han finslipade. År 1891 flyttade han orgelbyggeriet till Stockholm. Här började Lundahl med att tillverka sina rörpneumatiska orglar, med sin egenkonstruerade "Victorialåda", den första orgeln till Skanör förevisades i hans verkstad i december 1891, och väckte stor uppmärksamhet. Här började också Lundahl bli utsatt för ett rykte igångsatt av en Schuster att han påstått sig ha uppfunnit det rörpneumatiska systemet vilket han aldrig har hävdat. Tvärtom talade han om att han lärt sig det i Tyskland när han arbetade i Wismar. Detta fick också en Junselebo, där Lundahl installerat en av de nya orglarna, att begära en dementi av Schusters påstående. Under de sista åren tillverkade även fabriken pianon och harmonium. Firman låg först vid Sankt Paulsgatan 18 men i behov av mer plats uppfördes fabriken som låg vid Sankt Paulsgatan 6 B.
Anders Victor Lundahl är begravd på Sandsborgskyrkogården i Stockholm.

## Lista över orglar
En del av hans orglar har fasader som är bevarade.
| År   | Ursprunglig kyrka               | Stift      | Bild | Manualer | Pedal | Stämmor                                                                                   | Bevarad orgel/fasad | Övrigt |
| ---- | ------------------------------- | ---------- | ---- | -------- | ----- | ----------------------------------------------------------------------------------------- | ------------------- | --- |
| 1870 | Kattarps kyrka                  | Lunds      |      | 2        |       | 12                                                                                        |                     | Tillsammans med Jöns Lundahl. Fadern hade kontraktet med Kattarps socken mars 1870. Avsyn skedde 29 oktober 1870 av musikdirektör Lars Magnus Béen från Allerum. Församlingen var nöjd med arbetet som till stor del leddes av Victor Lundahl. Dagen efter hölls en orgelkonsert med sångkör med påföljande middag där skålar utbringades för orgelbyggarparet. |
| 1870 | Skredsviks kyrka                | Göteborgs  |      |          |       |                                                                                           |                     | Tillsammans med Jöns Lundahl. |
| 1871 | Tirups kyrka                    | Lunds      |      |          |       | 9                                                                                         | Nej/Ja              | Tillsammans med Jöns Lundahl. Orgeln invigd söndagen 26 februari 1871. Bengt Wilhelm Hallberg från Landskrona hade avsynat och provspelat den dagen innan och godkänt. |
| 1871 | Hässlunda kyrka                 | Lunds      |      |          |       | 9                                                                                         |                     | Tillsammans med Jöns Lundahl. Kontrakt skrevs augusti 1870 med Hässlunda (Håslunda) församling på orgel som kostade 2 600 rdr. Lördagen 3 juni 1871 blev orgeln provspelad och avsynad. Den blev godkänd och A. V. Lundahl fick högt betyg för det sinnrika jobbet. |
| 1871 | Kvistofta kyrka                 | Lunds      |      |          |       | 12                                                                                        | Nej/?               | Tillsammans med Jöns Lundahl. November 1871 skedde invigningen. |
| 1872 | Norra Mellby kyrka              | Lunds      |      |          |       |                                                                                           |                     | |
| 1872 | Skrea kyrka                     | Göteborgs  |      | 2        | 1     | 19                                                                                        | Nej/Nej             | Skrea hörde till Falkenbergs landsförsamling. Kontrakt upprättades december 1871 för 19 stämmor, två manualer, en pedal, särskilt klaverbord, ekoverk, regulatörer, flera koppelinrättningar m. m. allt efter senaste teknik. Orgeln skulle stå klar på hösten 1872. Kostnad 6 100 rdr. 14 september 1872 gjordes avsyning och provspelning av Musikdirektör Elof Ferdinand Colliander från Getinge, Halland som fann instrumentet mycket välgjort och godkände det. Invigningen skedde den 15 september 1872. Klaverbordet var vänt mot församlingen så orgelverket var bakom kantorn. Några tillägg gjordes till ritningarna av Intendent-Ämbetet, som fördyrade anläggningen. Församlingen var mycket nöjd med A. V. Lundahls åtagna arbete, och gav en extra gratifikation på 600 rdr. |
| 1873 | Tjörnarps kyrka                 | Lunds      |      |          |       | 7                                                                                         | Nej/Nej             | Avsynades onsdag 28 maj 1873. |
| 1873 | Ängelholms kyrka                | Lunds      |      | 2        | 1     | 18                                                                                        |                     | Kontrakt uppgjordes i april 1872 om en orgel med 18 stämmor som skulle stå klar till sommaren. Men något mankemang hade uppstått då arbetet fortfarande höll på i början av februari 1873. Med ökade kostnader på arbetsmateriel och löner sågs det som en förlustaffär för Lundahl då en kontraktssumma ju var inblandad. Slutet av februari provspelades och godkändes orgelverket av Musikdirektör Bengt Wilhelm Hallin från Landskrona. Verket var försett med fyra koppel och ett crescendoverk för 2:a manualen. Söndagen den 2 mars 1873 skulle orgeln invigas. |
| 1873 | Ausås kyrka                     | Lunds      |      |          |       | 11                                                                                        |                     | Kontrakt skrevs av Ausås församling april 1872 om en orgel till deras nybyggda kyrka. Lördagen 5 april 1873 var det provspelning och avsyning. Församlingen var mycket nöjd med arbetet. En egen intonering av Lundahl gjorde att det hela hade en speciell karaktär. I orgelverket fanns också egenkonstruerade manipulationsreglage för ljudet som normalt bara fanns i dyrare verk. |
| 1873 | Hököpinge kyrka                 | Lunds      |      | 2        | 1     | 16                                                                                        | Nej/?               | Orgel och kyrka invigda söndagen 19 oktober 1873. Kontraktsprosten C. G. Löwengren höll i invigningen. |
| 1873 | Vinslövs kyrka                  | Lunds      |      |          |       | 12                                                                                        | Nej/Nej             | initialbokstaven i orgelbyggarnamnet är fel i notisen. |
| 1874 | Vrigstads kyrka                 | Växjö      |      | 2        | 1     | 16                                                                                        | Ja/Ja               | Musikdirektör George Wilhelm Heintze jr. i Jönköping provspelade, avsynade och godkände orgelverket 12 september 1874 som "utmärkt". Som erkänsla för sitt arbete gav församlingen A. V. Lundahl som en minnesgåva ett kronometerur i guld med kedja med inskription, värt 300 kronor på julaftonen 1874. Heintze och församlingen ansåg att orgeln var den bästa som gjorts i sin storlek. |
| 1874 | Tygelsjö kyrka                  | Lunds      |      | 2        |       | 9                                                                                         |                     | Orgeln beställdes i april 1874. Invigd 5 december 1874. Avsynad av Musikdirektör Nylander från Lund som godkände med beröm. Orgeln kostade 4 800 kronor. |
| 1874 | Halmstads kyrka                 | Lunds      |      |          |       |                                                                                           | Nej/?               | |
| 1875 | Ränneslövs kyrka                | Göteborgs  |      | 2        | 1     | 16                                                                                        | Nej/Ja              | Kontrakt ingått med församlingen mitten av mars 1874. Avsyning och provspelning gjordes lördagen den 6 mars 1875 av Musikdirektör Elof Ferdinand Colliander i Getinge, biträdd av vik. organisten J. L. Kjellberg i Snöstorp som godkände orgeln. A. V. Lundahl hade satt i ett extra koppel utöver kontraktet. Sannolikt invigning dagen efter den 7 mars då sådant var brukligt. Församlingen var väldigt nöjda med arbetet. |
| 1875 | Välinge kyrka                   | Lunds      |      |          |       | 8                                                                                         |                     | |
| 1875 | Örja kyrka                      | Lunds      |      | 2        | 1     | 16                                                                                        | Nej/?               | Örja församlings kyrkoråd ingick kontrakt i början av mars 1874 på en orgel med 16 stämmor, två manualer och en obligatpedal för en summa av 6 400 kr. I april 1874 påbörjades uppsättningen av orgeln. Orgeln blev avsynad och godkänd av Musikdirektör Bengt Wilhelm Hallberg i juni 1875. Söndagen 13 juni 1875 skedde invigningen av pastor Roth. |
| 1875 | Lövestads kyrka                 | Lunds      |      |          |       | 18                                                                                        | Nej/Nej             | Invigd lördagen 4 december 1875. Avsynad och godkänd av direktör Nylander från Lund. Bygget kostade 6 600 kr. Församlingen var mycket nöjda med arbetet. |
| 1875 | Norra Rörums kyrka              | Lunds      |      |          |       | 9                                                                                         | Nej/Nej             | Invigd juldagen 25 december 1875. Bygget kostade 3 900 kr. Församlingen var väldigt nöjd med arbetet |
| 1876 | Kågeröds kyrka                  | Lunds      |      | 1        |       | 8                                                                                         |                     | Orgeln invigdes midsommardagen den 24 juni 1876. |
| 1876 | Sörby kyrka                     | Lunds      |      |          |       | 7                                                                                         | Nej/?               | Blev ombyggd 1905 med fler stämmor. |
| 1877 | Tossene kyrka                   | Göteborgs  |      |          |       |                                                                                           |                     | Musikdirektör Carl Israel Sandström avsynade, provspelade och godkände. Berömde mycket. |
| 1877 | Anderstorps kyrka               | Växjö      |      |          |       |                                                                                           |                     | Orgeln blev transporterad från Malmö i september 1877 med ångfartyget "Svea" upp till Halland för vidare transport. |
| 1877 | Brastads kyrka                  | Göteborgs  |      |          |       | 11                                                                                        | Nej/?               | Kyrka och orgel invigd 20 september 1877. Musikdirektör Carl Israel Sandström avsynade och provspelade. Berömde verket mycket. |
| 1877 | Häglinge kyrka                  | Lunds      |      |          |       | 8                                                                                         |                     | Kyrka och orgel invigdes söndagen 28 oktober 1877 av biskop Wilhelm Flensburg. |
| 1877 | Asks kyrka                      | Lunds      |      |          |       | 12                                                                                        |                     | Kyrka och orgel blev invigda 18 november 1877 av biskop Wilhelm Flensburg. Orgeln kostade 4 000 kr. |
| 1878 | Mårdaklevs kyrka                | Göteborgs  |      | 2        |       | 12                                                                                        |                     | Orgeln kostade 5 000 kronor. |
| 1879 | Färingtofta kyrka               | Lunds      |      |          |       | 10                                                                                        | Nej/Ja              | Orgeln invigd 8 juni 1879. Avsyningen gav bara lovord för den. Den kostade 5 100 kronor |
| 1879 | Högby kyrka                     | Växjö      |      |          |       | 18                                                                                        | Nej/?               | |
| 1879 | Stenkyrka kyrka                 | Visby      |      |          |       |                                                                                           |                     | Orgeln invigdes 6 juli 1879. Avsynades och provspelades 4 juli av musikdirektör August Elfåker från Göteborg. Han yttrade: "Att få landförsamlingar äga ett så skönt och vackert musikinstrument, som denna församling har förmånen att äga". |
| 1879 | Lycke kyrka                     | Göteborgs  |      |          |       |                                                                                           | Nej/Ja              | Orgeln invigdes 13 juli 1879. Den avsynades dagen förut av musikdirektör August Elfåker från Göteborg. Han lovordade arbetet. |
| 1879 | Asa kyrka                       | Växjö      |      |          |       | 13                                                                                        |                     | Orgeln invigd 20 augusti 1879. Den blev avsynad av musikdirektör Georg Wilhelm Heintze jr. från Jönköping. Lundahl renoverade även kyrkans altartavla. |
| 1879 | Skepparslövs kyrka              | Lunds      |      | 1        | 1     | 18                                                                                        |                     | Församlingen ingick kontrakt i september 1878 om större orgel för 6 750 kr. Afsyningen gjordes 18 september 1879. Omdömena om arbetet var: vackert tilltalande yttre, en ren fyllig ton, "ett verk som fyller alla anspråk på detsamma". |
| 1879 | Lilla Isie kyrka                | Lunds      |      |          |       | 12                                                                                        |                     | Avsynad lördagen 18 oktober 1879. Avsyningsman musikdirektör Johan Petter Göransson från Tullstorp och orgelbyggaren Lundahl firades av efteråt. 19 oktober 1879 skedde invigningen. |
| 1879 | Gudmuntorps kyrka               | Lunds      |      | 2        |       | 12                                                                                        |                     | Orgeln invigdes söndagen 21 december 1879. Avsyningen gjordes och godkändes av musikdirektör Per Ghötson från Glemminge. Manualerna kunde sammankopplas. Orgeln med orgelläktare kostade 5 000 kr. Församlingen firade av Lundahl och Ghötson efteråt. |
| 1879 | Emmislövs kyrka                 | Lunds      |      |          |       | 7                                                                                         | Nej/?               | |
| 1880 | Broby kyrka (Östra Broby kyrka) | Lunds      |      | 1        |       | 9                                                                                         | Nej/Nej             | Invigning 29 mars 1880 . Bygget kostade 3 600 kr . Det bedömdes som ett särdeles gott arbete. |
| 1880 | Enångers kyrka                  | Uppsala    |      | 2        | 1     | 20                                                                                        | Ja/Ja               | Troligen Sveriges äldsta bevarade pneumatiska orgel. Kontrakt uppgjordes februari 1880 om en orgel med pneumatisk maskin för 8 900 kr. Uppsättningen började ske slutet av augusti 1880. Avsyning skedde 12 oktober 1880 av musikdirektör Anders Bedinger. 7 koppel jämte crescendolåda. Diminuendo för 2:a manualen. Kopplingar verkställs genom pneumatisk maskin till 1:a manualen som ger mjuk och behaglig touch. Manualklaveren ligger i stol av furu med ramar av mahogny samt innehåller 54 toners omfång vardera. Registraturen ligger i jämnhöjd med manualerna och går lätt och tyst med porslinsknappar med inbrända namn och fottal. Stämning verkställs genom stämslitser på metallskivorna vilket är en ny uppfinning för längre hållbarhet. 5 tubbälgar driver orgeln. Framsidan är i götisk stil med ornament i vitt och guld. Bygget kostade 8 900 kr. |
| 1881 | Caroli kyrka, Malmö             | Lunds      |      |          |       | 25 (+ 5 utöver kontrakt av Lundahl insatta som blev bortkopplade efter första besiktning) | Nej/Nej             | Orgel med pneumatik. Kontrakt uppgjordes juni 1880 med kostnad 9 000 kr, med en extra stämma inmonterad. Skulle stå klar 1 december 1880 då själva kyrkan skulle invigas i slutet av december. Församlingen sålde den gamla orgeln som stått i den gamla kyrkan för 1 500 kr. Det hela verkar ha blivit försenat. Den nya orgeln avsynades 27 maj 1881 av orgelbyggeridirektör Carl Johan Lund från Stockholm och provspelades av kapellmästare Vilhelm Theodor Gnosspelius från Lund. Den blev inte godkänd vid tillfället. Anmärkning på att bälgar inte gav tillräcklig luft och att ett missljud förekommit vid en andaktsspelning av kantorn C. Cyrèn. Besiktningsprotokoll här En hel del debacle blev runt denna orgel. Det blev två parallella historier som löpte här: 1. Schism mellan Gnosspelius och Lundahl och orgeln ansedd som inte helt fungerande. En historia som tillspetsade sig när S:t Paulis nya orgel diskuterades, vem som skulle få förtroendet, då kyrkorådet ville inspektera Lundahls orgel i Carolikyrkan men blev förhindrade då själva orgeln var låst, vilken nyckel Lundahl hade. De försökte få tag i Lundahl men fick till slut ett lite otrevligt svar. Tisdagen 14 januari 1882 fick Lundahl kyrkorådets tillstånd att hålla en ny egen oberoende besiktning på orgeln. Musikdirektör Bengt Wilhelm Hallberg från Landskrona, musikdirektör Albert Wideman, organist vid domkyrkan i Växjö och välrenommerade orgelbyggarna A. H. och A. A. Busch från Köpenhamn samt organisterna Johan Petter Göransson från Tullstorp och Terserus från Trelleborg, fann alla att orgeln var av ett gott och solitt arbete. De anmärkte också att hela pneumatiksystemet till manualerna hade kopplats loss från den första besiktningen av Gnosspelius och Lund vilket gjorde att mjukheten i kopplingar inte fanns längre. Även att fem extra stämmor som Lundahl satt in fritt utom kontraktet, också urkopplats. Luftbälgarna ansåg de var väl utförda och gjorde sitt arbete med att tillföra tillräcklig luft till systemet. De fick inte godkänna orgeln, då det uppdraget låg hos kyrkorådets besiktningsmännen Gnosspelius och Lund 23 mars 1882 besiktigade kyrkorådets besiktningsmän Gnosspelius och Lund med flera andra vittnen återigen orgeln, och godkände den fortfarande ej. En satirisk skrift om hela orgelaffären, mer till försvar för A. V. Lundahl, gavs ut september 1883 i Malmö: "Frågan om Caroli kyrkas orgel" av pseudonymen "Perspicax". Bakom signaturen låg prästmannen Axel Johan "Munken" Hellqvist från Lund. 2. Lundahl anmälde kyrkorådet inför rätta i januari 1881 för att få resterande betalning för sin orgel på 2 000 kronor med vittnesförhör på bägge sidor och allt under flera tillfällen. Kärandesidan hävdade att orgeln fortfarande inte var godkänd och resterande inte skulle betalas förrän den var det. I december 1882 förlorade Lundahl denna process, huvudskälet var att han lagt denna process innan inspektionen av orgeln hade gjorts, och fick betala rättegångskostnaderna på 707 kronor. Om han hade lagt denna process efter inspektionen gjorts, så hade alla hans beivranden om inspektörernas "medvetna undanlåtande att godkänna orgeln och därmed utebliven restbetalning" kunnat tas med i rättegångsprotokollen. I april 1884 lämnar Anders Lundahl in ett förlikningsförslag där även en ny besiktning av hans orgel tas med. Kyrkostämman avvisar förslaget. Förslagets innehåll Vid en ny kyrkostämma i juni månad beslöts att söka förlikning med Lundahl för undvika ytterligare rättegångar. Ny besiktning av orgeln, ville inte kyrkostämman gå med på. I april 1885 kom äntligen en förlikning till stånd mellan parterna. Församlingen övertog orgeln och parterna betalade sina egna rättegångskostnader. Åt Lundahl beslöts det betalas ytterligare 2 800 kronor så 5 000 kronor totalt hade betalats för orgeln. 16 juli 1886, så hade då tvisterna och förlikningen kommit till sin ände, då Lundahl överlämnade orgeln och nyckeln till den till Caroli församling. |
| 1881 | Västra Vemmenhögs kyrka         | Lunds      |      | 1        | 1     | 8                                                                                         | Ja/Ja               | Orgeln är en mekanisk orgel. Invigning skedde pingstdagen söndagen 5 juni 1881. Församlingen var mycket nöjd med arbetet. Orgeln renoverades 1981 av A. Mårtenssons Orgelfabrik AB i Lund. |
| 1881 | Södervidinge kyrka              | Lunds      |      |          |       | 9                                                                                         | Nej/Nej             | Kontrakt ingicks av Södervidinge församling i augusti 1880 på en orgel för 3 000 kr. Orgeln avsynades skärtorsdagen 14 april 1881 och invigdes långfredagen 15 april 1881. Församlingen var nöjd med bygget och på avsyningsdagen bjöd in A. V. Lundahl samt hans arbetare på platsen till en festmiddag på Allarp där skålar utbringades för Lundahl för det solida och vackra arbetet. |
| 1881 | Fjärestads kyrka                | Lunds      |      |          |       | 8                                                                                         | Nej/Ja              | Orgeln avsynades 19 november 1881 av musikdirektör Bengt Wilhelm Hallberg från Landskrona som lovordade den. Fasaden fick ett särskilt omnämnande. Invigning skedde 20 november 1881. Orgeln kostade 3 200 kronor. |
| 1882 | (Södra) Håslöf kyrka            | Lunds      |      | 2        | 1     | 18                                                                                        |                     | Församlingen gjorde kontrakt december 1879 om orgel för 6 400 kronor. Avsynades 3 juni 1882 av Bengt Wilhelm Hallberg från Landskrona och godkändes, i vissa delar med beröm. Med 2 pistonbälgar, 6 koppel och expressionmekanism. Invigdes 4 juni 1882. Vissa delar används i 1946 års orgel. |
| 1882 | Norrvidinge kyrka               | Lunds      |      |          |       | 8                                                                                         |                     | Beställning gjord av församlingen i juni 1882 att levereras i slutet samma år. |
| 1882 | Sankt Pauli kyrka, Malmö        | Lunds      |      |          |       |                                                                                           |                     | A. V. Lundahl erbjöd sig i november 1881 som ett av anbuden, att helt gratis insätta en orgel i nya kyrkan mot att staden bekostade utanverket som skulle gå på 5 000 kronor. Ritningar på orgeln hade dock inte medföljt förslaget. Så skedde och hans erbjudande godkändes. 26 november 1882 skedde invigning av kyrka och orgel. Men äganderätten till orgeln ansåg Lundahl fortfarande vara hans så den hölls "i beslag" d.v.s. han behöll nyckeln till orgeln, tills tvisten om Caroliorgeln blev löst. Inte förrän 14 juli 1886 skedde då en avsyning av St. Paulis orgel med fyra utsedda avsynare, två utsedda av kyrkorådet och två av Lundahl. Orgelbyggaren Albert Lang i Berlin, Hovorgelbyggaren Friedrich Albert Mehmel i Stralsund och Wismar, samt Musikdirektörerna och organisterna Lars Magnus Béen i Allerum och N. Nilsson i Kristianstad. 16 juli 1886 överlämnade då Lundahl nyckeln och orgeln till St. Pauli församling. |
| 1882 | Västra Ryds kyrka, Östergötland | Linköpings |      | 2        | 1     | 16                                                                                        | Nej/Ja              | Orgel med pneumatik Installerad och godkänd i december 1882. Kostade 8 300 kronor. Hade 8 koppel med sina finesser. Efter en allmän avsyning våren 1884 av Musikdirektör Fredrik Thorselius från Linköping, hade en del brister upptäckts på orgeln. Lundahl sände upp en arbetare i juli månad för att åtgärda problemen. En ny avsyning gjordes hösten 1884 av orgeln av Musikdirektör Frans Johan Håkansson vid Smålands grenadjärbataljon och orgelbyggaren Erik Nordström i Eksjö, som fann en del brister fortfarande där en del menades på ha funnits där från början. Orgeln ombyggd till mekanisk orgel 1963. |
| 1883 | Mölleberga kyrka                | Lunds      |      |          |       | 4                                                                                         |                     | Orgeln var en gåva meddelad till Stora Mölleberga församling i juni 1882. De tackade så mycket i skrivet brev. Söndagen 25 mars 1883 blev den invigd. Församlingen tackade med en silverdryckeskanna. |
| 1883 | Västra Torups kyrka             | Lunds      |      |          |       | 6                                                                                         | Nej/?               | Avsynad 8 juni och invigd söndagen 10 juni 1883. Församlingen var nöjd med arbetet. |
| 1883 | Öjaby kyrka                     | Växjö      |      |          |       |                                                                                           |                     | Orgeln blev invigd midsommardagen 24 juni 1883. Avsynare var Albert Wideman från Växjö. |
| 1883 | Östra Vemmerlövs kyrka          | Lunds      |      |          |       | 6                                                                                         | Nej/?               | Orgeln blev avsynad 20 oktober 1883 av kantorn och skolläraren Hans Åkerberg från Stiby och organisten Golfstrand från Komstad samt kyrkorådets medlemmar som godkände den. Avfirande för Lundahl skedde efteråt. Invigning skedde söndagen 21 oktober 1883 av kyrkoherden Nils Petter Wilhelm Wallengren. |
| 1885 | Annelövs kyrka                  | Lunds      |      |          |       | 8                                                                                         |                     | Församlingen kontaktade Anders Lundahl i maj 1884 om förslag till ritning och kostnadsförslag för en orgel till kostnad av högst 3 000 kronor. i december 1884 ingicks kontrakt med Anders Lundahl på en orgel med 8 stämmor. Övervägande skälet var att Anders Lundahl byggt en orgel av samma storlek till Södervidinge kyrka år 1881, där församlingen var nöjda med arbetet. Under 1885 stod orgeln färdig. |
|      | Morkarla kyrka                  | Uppsala    |      |          |       |                                                                                           |                     | Okänt år. |
| 1885 | Bara kyrka                      | Lunds      |      |          |       |                                                                                           | Ja/Ja               | Invigdes hösten 1885. Orgeln har senare omdisponerats och utökats av Anders Persson Orgelbyggeri i Viken. |
| 1885 | Övraby kyrka                    | Lunds      |      |          |       | 6                                                                                         |                     | |
| 1886 | Dagstorps kyrka                 | Lunds      |      |          |       | 8                                                                                         |                     | |
| 1887 | Västra Hoby kyrka               | Lunds      |      | 2        | 1     | 14                                                                                        | Nej/Nej             | Orgeln installerad i mars 1887. stämmor i 1:a manualen (bl. a. Viola di Gamba 8 f och Rörflöjt 8 f), 4 stämmor i 2:a manualen (bl. a. Gedacht och Salicional), 2 i pedalen (Violoncell 8 f och Subbas 16 f). Stämmorna behagligt intonerade. Lika behaglig och jämn styrka vid alla stämmornas användande. Inbrända namn på porslinsknappar. Mjuk kopplingsgång vid ljudnyanser. Tyst och villig mekanik. Orgeln fick mycket fina omnämnanden. |
| 1887 | Sunne kyrka, Värmland           | Karlstads  |      |          |       | 20                                                                                        |                     | Församlingen beslöt i mars 1887 att köpa en orgel av A. V. Lundahl till ett nedsatt pris, 7 000 kr istället för 11 000 kr. Den var bristfällig för år 1898 krävdes en större reparation. |
| 1888 | Virke kyrka                     | Lunds      |      |          |       | 8                                                                                         |                     | Orgeln avsynad i slutet av augusti 1888. En speciell väderlåda inmonterad med egen lösning där kancellerna är indelade efter lådans längd istället för dens bredd. Antalet är därför lika med stämmornas tvärtemot det vanliga sättet där en kancell finns för varje ton eller klaviaturtangent. Vädret släpps in vid ändan av varje kancells ventil, så att väderförlust förhindras genemot det vanliga sättet. Spelventiler ligger helt skyddade för att "hylning" skall uppkomma. Ventilernas antal är lika med det sammantagna av dessa och stämmornas. Alltså 54X8=432 spelventiler. |
| 1888 | Gessie kyrka                    | Lunds      |      | 2        | 1     | 12                                                                                        |                     | Avsynad söndagen 2 september 1888 av Musikdirektör N. Nilsson från Kristianstad. Fina lovord på intonationen och överlag arbetet. Framhöll Violin- och Viola di Gamba-stämmorna och en del av flöjterna. Blev godkänd. |
| 1891 | Västerhaninge kyrka             | Stockholms |      |          |       |                                                                                           |                     | Renovering av befintlig orgel och intonering av nya samt omintonering av gamla stämmor. Skedde under sommaren 1891. Församlingen var mycket nöjda med arbetet. |
| 1891 | Skanörs kyrka                   | Lunds      |      |          |       |                                                                                           |                     | Rörpneumatisk orgel. Invigningen skedde söndagen 6 december 1891. Utrustad med nytt rörpneumatiskt system som Lundahl lärt vid sin vistelse i Wismar. |
| 1891 | Nyhems kyrka                    | Härnösands |      |          |       |                                                                                           |                     | |
| 1892 | Malsta kyrka                    | Uppsala    |      |          |       |                                                                                           | Nej/Nej             | Enligt "handbok om orgeln del 2" byggdes en av A. V. Lundahl. |
| 1892 | Junsele kyrka                   | Härnösands |      | 2        | 1     | 17                                                                                        |                     | Rörpneumatisk orgel. Avsynad fredag 19 augusti 1892 av Musikdirektör Gustaf Lind, domkyrkoorganist i Härnösand som godkände. Invigd i augusti 1892. Prolongemang på alla stämmor. 21 knappar för olika kopplingar. Orgelns system var lättarbetat och underlättade organistens spelsätt. Möjlighet att flytta pedalstämmorna upp till manualen. Massor av kombinationsmöjligheter och manipulationer. Församlingen var mycket nöjda med arbetet. I december så tystnade verket, kanske på grund av kölden. |
| 1893 | Solna kyrka                     | Stockholms |      | 2        | 1     | 11                                                                                        | Nej/Nej             | Rörpneumatisk orgel. Invigd söndagen 15 januari 1893. Avsynad av organisten vid S:t Jakobs kyrka Albert Lindström, Stockholm och musikläraren för Orgelskolan för pedalspelning Lars Nilsson, Stockholm. De gav betyget "berömlig". Detta var den första orgeln av den nya typen i Stockholmsområdet. Lundahl hade även lagt till ett par extra stämmor utöver kontrakt. Orgeln började "hyla" (ofrivilliga ljud) under en altartjänst april 1893 Detta reparerade Lundahl. Ett mål förelåg om detta under 1896. En fortsättning från bägge sidorna fortsatte till 1897 där två experter, en från varje sida, hade mer eller mindre samma uppfattning som när det gäller Lundahls påstående att orgelfelet berott på fuktigheten i kyrkan och därför det hela skulle räknas som en enskild reparation och inte en del av garantin. Sista kapitlet i historien är när Lundahl är i rätten 1 december 1899 för att hävda rättigheten att få ta bort orgeln i Solna kyrka. |
| 1893 | Bodarps kyrka                   | Lunds      |      |          |       |                                                                                           |                     | Orgel med rörpneumatik liknande den i Skanörs kyrka. |
| 1893 | Everöds kyrka                   | Lunds      |      |          |       |                                                                                           |                     | Påbörjades byggas i mars 1893. Avsynades lördagen 6 maj 1893 av musikdirektör Nilsson i Kristianstad. Orgeln kostade 6 000 kr. |
| 1893 | Trosa lands kyrka               | Strängnäs  |      |          |       |                                                                                           |                     | Invigdes 20 augusti 1893. Domkyrkoorganisten Hugo Anders Bedinger avsynade och godkände. |
| 1893 | Blidö kyrka                     | Uppsala    |      |          |       |                                                                                           |                     | Beslut om ny orgel 28 januari 1893 till en kostnad av 3000 kr. 3 sommargäster och en församlingsmedlem bidrog med 1500 kr till bygget. Även en konsert som hölls av kantor Lindner skulle behållningen gå till denna. Invigning av orgeln skulle ske 9 juli. |
| 1893 | Boo kapell                      | Stockholms |      | 1        | 1     | 5                                                                                         | Ja/Ja               | Privatägt kapell. Orgel med pneumatik. |
| 1894 | S:t Olai kyrka                  | Linköpings |      |          |       |                                                                                           |                     | Rengöring och reparation samt omstämning på befintlig orgel. En rättegång mot kyrkorådet om högre betalning för utökat arbete kom till stånd i juni 1894. Dom i målet kom i augusti 1894 till Lundahls fördel vars fordran överlåtits till doktor B. Rudebeck. |
| 1894 | Halltorps kyrka                 | Växjö      |      |          |       | 9                                                                                         |                     | Rörpneumatisk orgel. Kostade 3 700 kr. Började installeras i juni 1894 och användes ofärdig till högmässa den 25 augusti 1894. |
| 1894 | Gottröra kyrka                  | Uppsala    |      |          |       |                                                                                           |                     | Rörpneumatisk orgel. Besiktigad och godkänd av musikdirektör John Morén från Stockholm. Invigd söndagen 2 december 1894. |
| 1894 | Duveds kyrka (Åre nya kyrka)    | Härnösands |      |          |       |                                                                                           |                     | Kyrkan invigdes midsommardagen söndagen 24 juni 1894. Ett lån på 10000 kr. upptogs för ny orgel i februari 1894. |
| 1895 | Munktorps kyrka                 | Västerås   |      |          |       |                                                                                           |                     | Renovering av befintlig orgel för 500 kr. |
| 1895 | Länna kyrka, Uppland            | Uppsala    |      |          |       |                                                                                           |                     | Ombyggnation. |
| 1896 | Films kyrka                     | Uppsala    |      |          |       |                                                                                           |                     | Rörpneumatisk orgel. Avsynad och provspelad Påskafton fredag 4 april 1896 av Musikdirektör John Morén, Östermalms församling och domkyrkoorganisten Carl Johan Bolander, Västerås. Bägge gav utmärkt betyg för orgeln. Invigning 5 april 1896 då även kyrkan blev invigd efter restauration. |
| 1896 | Vinslöv kyrka                   | Lunds      |      |          |       |                                                                                           |                     | En ny fasad byggs för A. V. Lundahls 1873-orgel. |
| 1896 | Sidensjö kyrka                  | Härnösands |      |          |       | 13                                                                                        |                     | 10 maj 1896 bestämde sig kyrkostämman för kontrakt med Lundahl. Kostnad 6 000 kr. och klar 1 oktober. Ombyggd av Alm 1901. |
| 1896 | Krokeks kyrka                   | Linköpings |      | 1        | 1     | 12                                                                                        |                     | Rörpneumatisk orgel. Invigd söndagen 8 november 1896. |
| 1896 | Västra Skedvi kyrka             | Västerås   |      |          |       |                                                                                           |                     | Ombyggnation av orgeln. |
| 1896 | Voxtorps kyrka, Kalmar län      | Växjö      |      |          |       | 5                                                                                         | Nej/?               | Orgeln förstördes vid ett åsknedslag. |
| 1897 | Skattunge kyrka (kapell)        | Västerås   |      | 1        | 1     | 6                                                                                         |                     | Rörpneumatisk orgel. Besiktigades 9 januari 1897 av musikdirektör Johan Ulrik Cederberg från Falun. Invigning skedde söndagen 10 januari 1897. |
| 1897 | Torsås kyrka                    | Växjö      |      |          |       | 16                                                                                        |                     | Kontrakt gjordes i mars 1896 för en orgel. Kostnad 7 000 kr. Den avsynades av Musikdirektör Johan August Askling från Karlskrona 9 oktober 1897. |
| 1897 | Ljungs kyrka, Östergötland      | Linköpings |      |          |       | 11                                                                                        |                     | Rörpneumatisk orgel. Ett kontrakt bestämdes upprättas med Lundahl november 1896 för 4 300 kr. Söndagen 7 november 1897 invigdes orgeln. Församlingen var väldigt nöjda. |
| 1898 | Silte kyrka                     | Visby      |      |          |       |                                                                                           | Ja/Ja               | |
| 1898 | Sorunda kyrka                   | Strängnäs  |      |          |       | 16                                                                                        |                     | Renovering av befintlig orgel. |
| 1899 | Alfta kyrka                     | Uppsala    |      | 2        |       | 18                                                                                        |                     | Kontrakt ingicks 1897. Orgeln och nyrenoverad kyrka invigdes söndagen 22 oktober 1899. |